# ألكساندر إيفانوف
ألكساندر إيفانوف (مواليد 14 أبريل 1928) هو لاعب كرة قدم. لعب مع منتخب الاتحاد السوفييتي لكرة القدم. سبق له أن لعب في كأس العالم لكرة القدم مع منتخب بلاده.

## روابط خارجية
- ألكساندر إيفانوف على موقع قاعدة بيانات كرة القدم.إي يو (الإنجليزية)
- ألكساندر إيفانوف على موقع ناشيونال فوتبول تيمز (الإنجليزية)